# Coldstream
Coldstream (Schottisch: An t-Alltan Fuar) ist eine freie Stadt (Burgh) in der schottischen Council Area Scottish Borders mit 1946 Einwohnern. Sie liegt in Berwickshire am nördlichen Ufer des Flusses Tweed. Der Fluss bildet die Grenze zu England.
Die Stadt ist bekannt als Heimat des im Jahre 1650 gegründeten und heute noch existierenden Coldstream Guards British Army Regiment und außerdem als der Ort, wo Edward I. von England 1296 in Schottland einmarschierte.
Im 18. und 19. Jahrhundert war Coldstream wegen seiner guten Verkehrsanbindung ein beliebter Ort für heimliche Eheschließungen, ähnlich wie Gretna Green. Sehenswerte Gebäude in der Stadt sind das Zollhaus, wo Eheschließungen vorgenommen wurden, und The Hirsel.
Seit 1990 besteht zwischen Coldstream und Bennecourt in Frankreich eine Städtepartnerschaft.

## Verkehr
Coldstream liegt an der A697 road, die hier die Grenze zwischen England und Schottland überquert, und der Berwick-upon-Tweed mit Kelso und Hawick verbindenden A698 road.